# キ＝ヤナ・フーフェル
- キ＝ヤナ・フーフェル
- キ＝ヤナ・フーバー
- キ＝ヤナ・フーヴァー
- キ＝ヤナ・ホイバー
- キ＝ヤナ・ホイヴァー
- キ＝ジャナ・フーフェル
- キ＝ジャナ・フーバー
- キ＝ジャナ・フーヴァー
- キ＝ジャナ・ホイバー
- キ＝ジャナ・ホイヴァー

キ＝ヤナ・フーフェル（Ki-Jana Hoever  ,  2002年1月18日 - ）は、オランダ・北ホラント州アムステルダム出身のサッカー選手。リーグ・アン・AJオセール所属。オランダ代表。ポジションはディフェンダー。

## 来歴
AZアルクマール、アヤックスのユースアカデミーを経て2018年夏にリヴァプールFCに入団。9月にはU-18カテゴリーでデビューすると、11月にはU-23に飛び級でデビューした。主にセンターバック、サイドバック、ウイングバックでプレーする。
2019年1月7日、トップチームでディフェンダー陣に怪我人が相次ぐ中、FAカップ3回戦のウルヴァーハンプトン・ワンダラーズFC戦でベンチ入りを果たすと、試合開始直後にデヤン・ロヴレンが負傷のため交代で出場し、トップチームデビューを果たした。この16歳354日でのデビューはFAカップではチーム史上最年少である。チームは1-2で敗れたものの、ファビーニョとの急造センターバックコンビの中でも、試合を通して慌てることなく対応した。
その後のシーズンでトップチームでの出番はなかったが、2019-20シーズンのプレシーズンのアメリカツアー、スイスキャンプに帯同し、数試合に出場したのち、7月31日にプロ契約の締結した。
2019年9月25日、カラバオカップ3回戦のミルトン・キーンズ・ドンズ戦に先発出場し、69分に自身のリヴァプールでの初得点を決める。17歳8ヶ月と7日でのゴールはチーム史上4番目の若さの記録であり、且つ外国人選手としては最年少記録である。
2020年9月19日、ウルヴァーハンプトン・ワンダラーズFCと5年契約を締結した。
2022年6月23日、PSVアイントホーフェンに1シーズンのレンタル移籍。

## 代表経歴
アンダー世代の各年代の代表に選出されている。

## 個人成績
| クラブ               | シーズン | リーグ         | リーグ | リーグ | FAカップ | FAカップ | EFLカップ | EFLカップ | UEFA | UEFA   | 合計 | 合計   |
| クラブ               | シーズン | リーグ         | 出場   | ゴール | 出場     | ゴール   | 出場      | ゴール    | 出場 | ゴール | 出場 | ゴール |
| -------------------- | -------- | -------------- | ------ | ------ | -------- | -------- | --------- | --------- | ---- | ------ | ---- | ------ |
| リヴァプールFC       | 2018–19  | プレミアリーグ | 0      | 0      | 1        | 0        | 0         | 0         | 0    | 0      | 1    | 0      |
| リヴァプールFC       | 2019–20  | プレミアリーグ | 0      | 0      | 1        | 0        | 2         | 1         | 0    | 0      | 3    | 1      |
| ウルヴァーハンプトン | 2020-21  | プレミアリーグ |        |        |          |          |           |           |      |        |      |        |
| 合計                 | 合計     | 合計           | 0      | 0      | 2        | 0        | 2         | 1         | 0    | 0      | 4    | 1      |